# Медведица Менетрие
Медведица Менетрие (лат. Arctia menetriesii) — бабочка семейства Медведицы. Названа в честь знаменитого русского энтомолога Эдуарда Петровича Менетрие. Ранее относили к роду Borearctia.

## Ареал
Вид был описан из «гор южнее Алтая» (Северо-Восточный Казахстан), где после этого никем не отмечался. Общий ареал охватывает Среднюю Финляндию и Карелию; обнаружен на севере Урала, на границе Среднего и Нижнего Приобья, в Эвенкии, на северо-востоке Алтая, западном склоне Кузнецкого Алатау, в Саянах, Прибайкалье, Забайкалье; найден в Центральной Якутии (Нижний Бестях, это была вторая находка вида в истории спустя полвека после описания), на хребте Сунтар-Хаята, а также между низовьями рек Яна и Индигирка (р. Муксунуоха); неоднократно отмечалась в Приамурье, Хабаровском крае, Приморье в горах Сихотэ-Алиня, в средней части Сахалина; недавно найден в Северо-Восточном Китае.

## Местообитания
Поляны и пореженные влажные таёжные участки.

## Биология
Бабочки, по всей видимости, ведут сумеречный образ жизни, так как на источники света не привлекаются. Летают в конце июня — июле, откладывают яйца группами. Гусеницы младших возрастов живут группами, старшие — одиночно; по пищевой специализации — полифаги, кормятся на различных двудольных травах и кустарниках — рода Taraxacum, Plantago, Polygonum, Salix. Могут кормиться некоторыми хвойными, например, лиственницей. Зимуют, но в лабораторных условиях могут дать второе поколение.

## Численность
По всей видимости, низкая; однако, специальные учёты не проводились. Несколько чаще встречаются в Забайкалье, хребет Кодар, и на севере Амурской области.
Это один из очень редких видов бабочек, из большинства пунктов он известен по единичным находкам, которые обычно разделены во времени на 50—100 лет (например, на Сахалине был собран один экземпляр в 1920-х, а следующая особь найдена только в 2002 г.; аналогичная ситуация в Финляндии, некоторых пунктах Сибири и др.). Эта особенность послужила причиной того, что зарубежные энтомологи называют её «legendary moth», «легендарная бабочка». Несколько экземпляров известно из Среднего Приамурья (север Амурской области).

## Замечания по охране
Вид включён в Красные Книги Ханты-Мансийского автономного округа, Бурятии, Читинской области (Забайкальский край), Якутии, Амурской области. Рекомендуется внести вид во все красные книги субъектов федерации России, где он обитает. Охраняется на территории следующих заповедников: Алтайского, Столбы, Байкало-Ленского, Зейского, Буреинского, Сихотэ-Алинского, а также в ресурсном резервате «Сунтар-Хаята» (Якутия), заказнике Восточный (Сахалин).